# Другови морнари, здраво!
Другови морнари, здраво! је југословенски филм из 1976. године, у режији и по сценарију Стјепана Заниновића.

## Улоге
| Глумац             | Улога |
| ------------------ | ----- |
| Марко Бралић       |       |
| Стјепан Ивчевић    |       |
| Ирфан Менсур       |       |
| Светолик Никачевић |       |
| Зденко Сарић       |       |
| Милан Штрљић       |       |